# Zethus brooksi
Zethus brooksi är en stekelart som beskrevs av Giordani Soika 1992. Zethus brooksi ingår i släktet Zethus och familjen Eumenidae. Inga underarter finns listade i Catalogue of Life.